# Jan Szczepanik
Jan Szczepanik (n. 1872, Rudniki, Polonia - d. 1926, Tarnów) a fost un inginer chimist. Cu câteva sute de patente și peste 50 de descoperiri ce au legătură cu el, multe dintre acestea fiind folosite și astăzi, în mod special în industria cinematografică, dar și în fotografie și televiziune. Unele dintre conceptele sale au influențat evoluția tehnologiilor TV.
1. ↑  „Jan Szczepanik”, Gemeinsame Normdatei, accesat în 12 august 2015
2. 1 2  Jan Szczepanik, Internetowy Polski Słownik Biograficzny
3. ↑  „Jan Szczepanik”, Gemeinsame Normdatei, accesat în 31 decembrie 2014